# Yakayurt, Sarayköy
Yakayurt là một xã thuộc huyện Sarayköy, tỉnh Denizli, Thổ Nhĩ Kỳ. Dân số thời điểm năm 2010 là 94 người.